# 菱形立交

高速公路穿越地區公路的菱形立交。左圖為靠左行駛；右圖為靠右行駛。大箭頭標示轉向；小箭頭標示交通流向。

鑽石型交流道（英語：Diamond Interchange），又稱菱形道路交匯處，是交流道的一種，用於高速公路穿過次要公路時。

## 設計

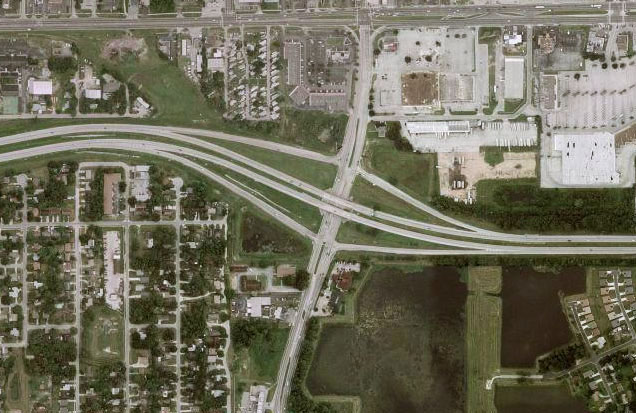
典形的菱形立交

交流道為立體化道路，與次要道路利用橋樑互相交匯。一條出口引道從高速公路的兩旁稍微分叉並與次要道路交錯，並重新成為利用相似技巧進入高速公路的入口引道。
而引道與次要道路交錯的位置則被設計為十字路口。這種交流道於美國郊區十分常見，而離開出口引道的車輛通常會被停止標誌所限制，而進入入口引道的車輛則沒有限制。
菱形立交除了較大部分交流道使用較少空間，更能防止如於四葉形交流道（Cloverleaf）中所發生的車輛交織。因此，菱形立交為於交通較少因而不需要更昂貴交流道的地區中最有效率的交流道。但當交通流量較高時，其引入的兩個十字路口會引致使用交通燈號及更多線道的需要，甚至是轉向。

### 啞鈴式

啞鈴式菱形立交

### 狗骨式

狗骨式菱形立交

### 緊密式

緊密式城市菱形立交（英語：Tight Urban Diamond Interchange，TUDI）

## 種類

### 單點城市式
單點城市立交在大量直流交通及空間緊迫而需要單個交通燈號的地區使用。

### 左反流式

左反流式菱形立交

### 交叉式
分叉式菱形立交將次要道路的公路交叉以省改第三個交通燈號的需要。

### 三層式
在三層式菱形立交中，高速與次要道路的交叉路建於第三個層面，並以第二主干道處理。交叉位置增加至四個，每個只處理兩個方向的交錯。

### 續流式

續流式菱形立交